# Loving County
Loving County je okres ve státě Texas v USA. S celkovým počtem obyvatel 64 podle sčítání lidu v roce 2020 jde o nejméně zalidněný kraj ve Spojených státech. Jeho sídelní město a také jediná sídelní komunita je v Mentone. Okres byl vytvořen v roce 1887, a poté, co v roce 1897 zanikl, byl obnoven v roce 1931.

## Historie
V pravěku obývali oblast okresu kočovní lovci. Španělský objevitel Antonio de Espejo cestoval do oblasti v roce 1583 a překročil řeku Pecos. Imigranti používali brod, později pojmenovaný Pope's Crossing, pro cestování do okresu až do 40. let 19. století. Následně kolem roku 1854 oblast zkoumal John Pope a zvažoval ji pro stavbu transkontinentální železnice. V roce 1855 zde vytvořil tábor a provedl tři pokusy o hledání zásob vody, ale tu našel pouze jednou a nebyl schopen se k ní dostat. Generál Andrew A. Humphreys kvůli neúspěchu nařídil Popovi, aby ukončil své vrtání a tábor opustil, což se stalo 10. července 1858. Místní vojáci byli umístěni v táboře vytvořeném Popem v letech 1858 až 1861.
Oliver Loving, rancher, po kterém byl kraj pojmenován, a Charles Goodnight proháněli v roce 1866 oblastí dobytek a utvořili zde stezku zvanou Goodnight-Loving Trail. Loving byl však zastřelen Komančským rodákem v roce 1867 a zemřel na gangrénu. Oblast byla součástí okresu Bexar od roku 1837 do roku 1874, kdy se stala součástí okresu Tom Green. Jedenáct lidí v této oblasti, včetně místního farmáře Claye Allisona, požádalo na 19. zasedání texaského zákonodárného sboru, aby se stal součástí okresu Reeves. Samostatný okres Loving byl vytvořen v roce 1887 House Billem, ačkoli měl být připojen k okresu Reeves.
Roku 1893 přišlo do okresu šest mužů z Denveru a založili zde společnost "Loving Canal and Irrigation Company a Mentone", která byla pojmenována francouzským zeměměřičem původem z Mentonu ve Francii. 13. června muži podali petici se 150 podpisy k místnímu soudu, požadující vznik samosprávného okresu a ta byla přijata. Krajská organizace byla schválena volbami konanými 8. července za účasti 83 voličů a krajským sídlem se stal Mentone. Další volby se konaly v roce 1894, avšak nutno říci, že obě volby byly považovány za podvodné, protože okresní komise vydala dluhopisy v hodnotě 6 000 dolarů na stavbu soudní budovy v Mentone, ale projekt nebyl dokončen, protože srpnová povodeň zničila dosavadní postup prací. Objevila se také obvinění z nezákonné krajské organizace. Všichni krajští úředníci na popud obyvatel opustili okres do roku 1897. Okres byl následně rozpuštěn 12. května 1897 a navrátil se do okresu Reeves.
Okres nemá žádný hřbitov a jediný hrob v této oblasti je věnován Shadymu Davisovi, 21letému kovboji, který byl zabit svým koněm a pohřben 12 mil od Mentone ve 20. letech 20. století. Počet obyvatel v oblasti se zvýšil po objevu ropy a vedl k vytvoření města Ramsey (dnes známo pod jménem Mentone). Okres byl znovuobnoven v roce 1931 a stal se jediným krajem v Texasu, který byl obnoven dvakrát.  
17. listopadu 2020, během pandemie covidu-19, byl Loving posledním okresem v pevninských Spojených státech, který potvrdil alespoň jeden případ člověka nakaženého covidem-19, přičemž v této oblasti byly potvrzeny tři případy. Počátkem srpna bylo potvrzeno, že se nakazil muž s trvalým pobytem v mužském pracovním táboře. Kromě toho se nejméně dva obyvatelé nakazili mimo území okresu, vrátili zpět a zůstávali v karanténě, ale tyto případy nebyly započítány do celkových součtů.

## Geografie

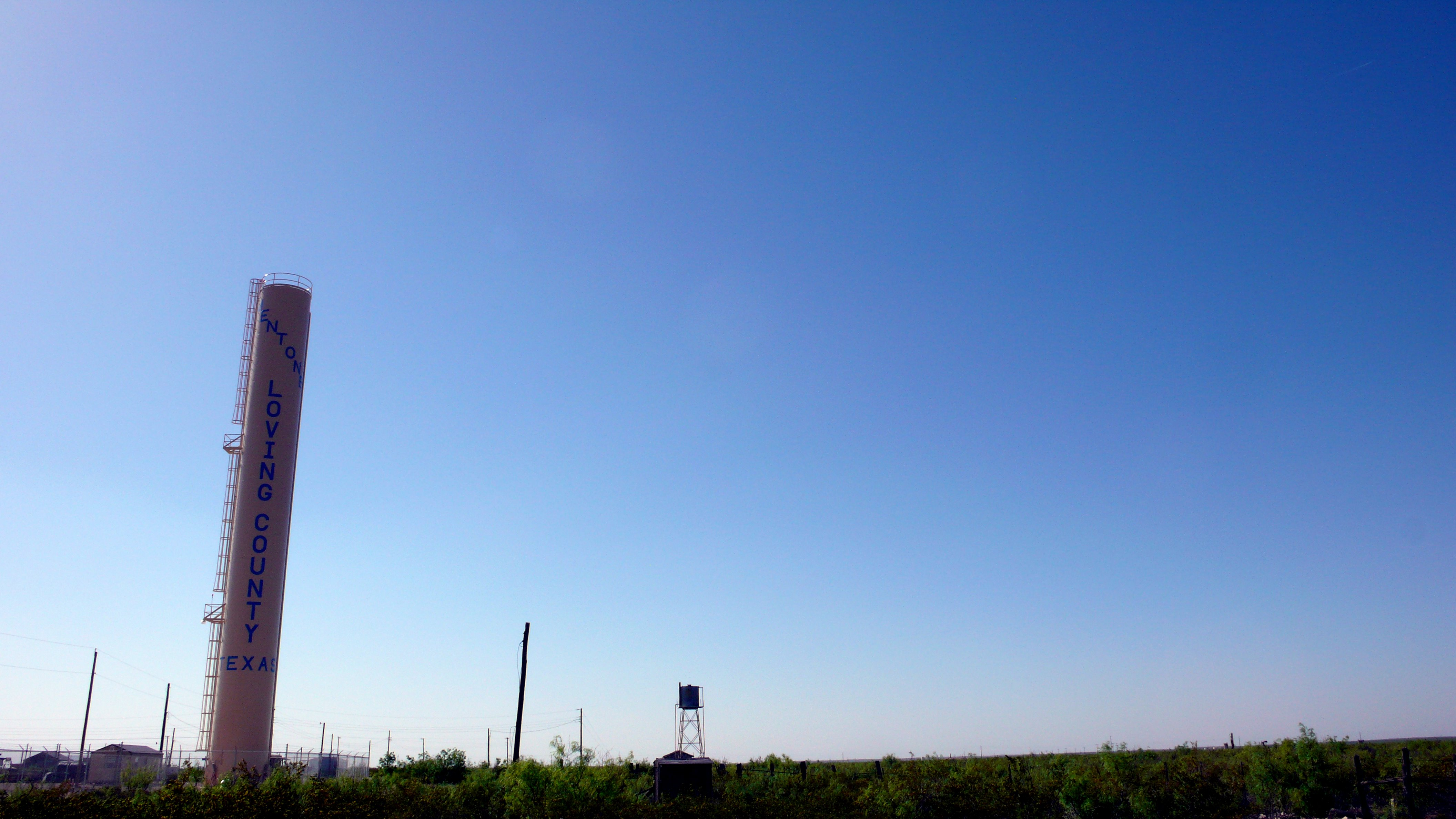
Vodárenská věž na území okresu

Velikost okresu se rovná zhruba pětině velikosti Rhode Islandu. Podle amerického sčítání lidu "Bureau", má celkovou rozlohu 1,750 kilometrů čtverečních. 
Voda v oblasti musí být dovážena ze sousedních měst Kermit nebo Pecos, kvůli podzemní vodě v oblasti obsahující sádrovec. Řeka Pecos, která okresem protéká byla dříve hlavním zdrojem vody, než se její slanost stala příliš vysokou. Řeka zároveň tvoří západní hranicí kraje a v severní části na ní leží vodní nádrž Red Bluff. Terén okresu je popisován jako plochá poušť s několika nízkými kopci. Pouštní keře, trávy a kaktusy jsou bohaté na tamaryšek. Nadmořské výšky se pohybují od 819 do 1 009 m nad mořem.
Loving je rozlohou nejmenším okresem v oblasti Permské pánve.

### Hlavní silnice
- State Highway 302
- Vedlejší hlavní silnice "Market Road 652"

### Sousední okresy
- Lea County, Nové Mexiko (severně)
- Winkler County (východně)
- Ward County (jihovýchodně)
- Reeves County (jihozápadně)
- Eddy County, Nové Mexiko (severozápadně)

## Sídla
- Mentone - sídelní město

### Města duchů
- Hay Flat (z většiny však leží ve Winkler County)
- Porterville
- Woody[6]

## Politika a správa
Od  voleb v roce 1988 tvořily hlasy předběžného hlasování 13,11 % hlasů okresu, přičemž ve volbách v roce 1994 představovalo předčasné hlasování většinu hlasů (53,54 %), ve volbách v roce 1998 50 % hlasů, ve volbách v roce 2000 74,36 % hlasů, ve volbách v roce 2006 58,89 % a ve volbách v roce 2020 celkem 68,18 % hlasů. Nejnižší volební účast byla zaznamenána v roce 2018 s 49 % a nejvyšší ve volbách v roce 1990 s 85,71 %. V některých volbách v historii měl okres dokonce více registrovaných voličů než obyvatel a okrsky se zavřely předčasně, aby lidem odepřely možnost volit. 
S výjimkou amerických prezidentských voleb v letech 1960 a 1964 (kdy v okrese zvítězila Demokratická strana) a 1992 (kdy v okrese zvítězil nezávislý kandidát) je okres od voleb v roce 1952 republikánsky založen. Republikániská strana zde pravidelně získává zisky okolo 75% celkových hlasů.
Krajský soudce je nejvyšším voleným úředníkem okresu a tuto pozici zastává od roku 2007 Skeet Jones. Jonesovi jsou politická rodina s členy rodiny ovládající pozice soudce, úředníka, právníka a strážníka celého okresu. Skeet byl zatčen v roce 2022 se dvěma dalšími muži za krádež hospodářských zvířat.
V prezidentských volbách v roce 1992 byl Loving jedním z pouhých čtyř okresů v Texasu, kde fungovalo pluralitní hlasování pro tehdejšího prezidentského kandidáta Rosse Perota.

## Ekonomika

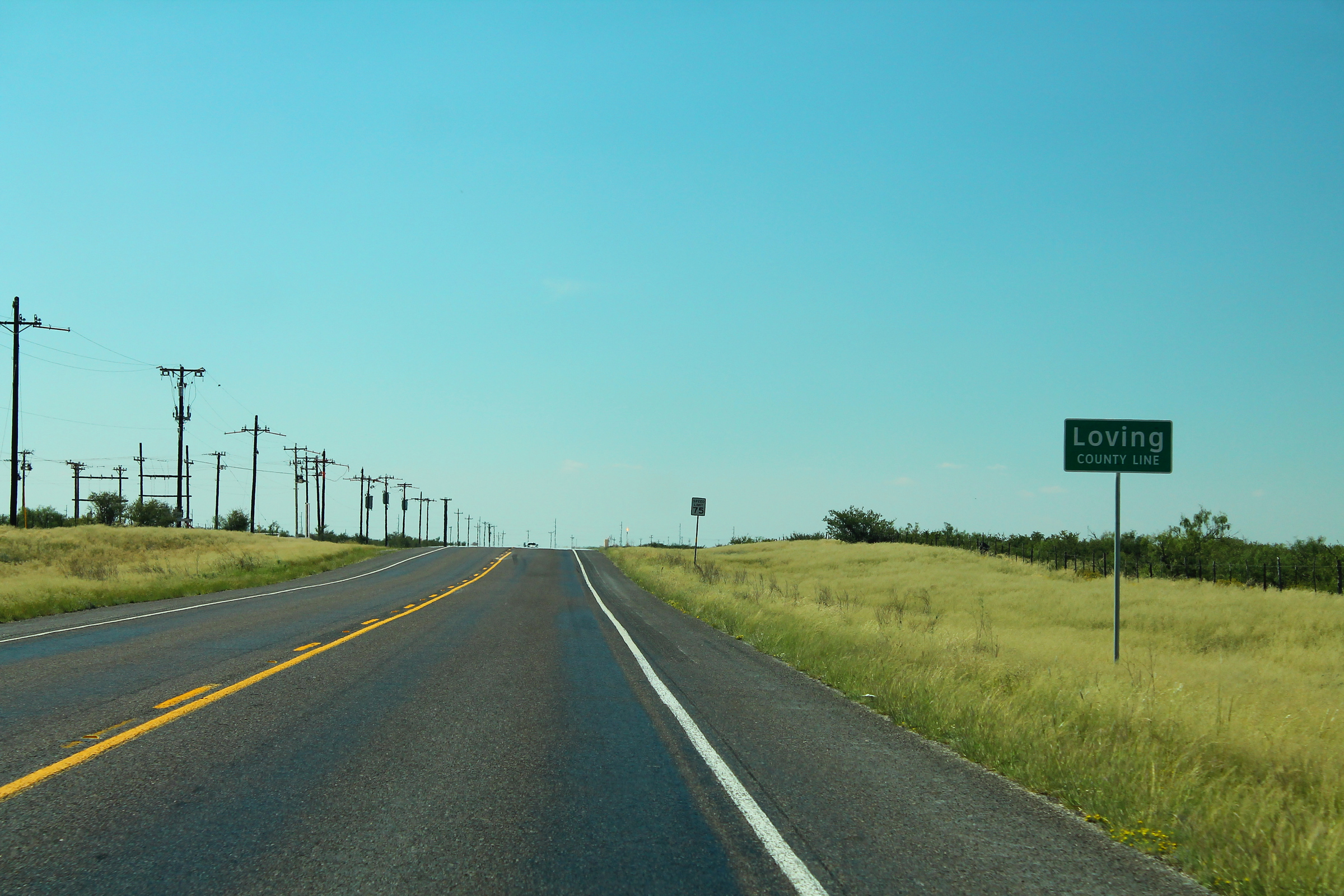
Cedule při přijezdu do okresu

V roce 1887 byly v okrese tři podniky zabývající se chovem dobytka s 12 100 kusy dobytka. V okrese funguje polečnost Toyah-Bell Oil Company21, založená v roce 1921, která se stala prvním producentem ropy v okrese později téhož roku. Produkce ropy v této oblasti dosáhla vrcholu v roce 1931 s produkcí 1 233 801 barelů.
Okres představoval 0,057% celkové ekonomiky Texasu v roce 1970 a neměl žádnou nezaměstnanost ani žádné obyvatele na sociálních dávkách. Okres má jeden z nejvyšších příjmů na hlavu ve Spojených státech kvůli příjmům z ropy, přičemž jeho obyvatelé měli v roce 1983 příjem na hlavu 32 505 $, ve srovnání s tehdejším celostátním průměrem 9 496 $. 
Ekonomika okresu je založena téměř výhradně na produkci ropy a zemního plynu, farmaření a obecných službách.

## V populární kultuře
„Loving County“ je název písně, kterou napsal country zpěvák Charlie Robison. Objevuje se na jeho albu Life of the Party z roku 1998. Další zmínku o oblasti lze najít v románu Echo Burning od Lee Childa, kdy se hlavní hrdina Jack Reacher prochází právě Lovingem.